# SN 2007nv
SN 2007nv – supernowa typu II-P odkryta 6 października 2007 roku w galaktyce A000530-0112. W momencie odkrycia miała maksymalną jasność 21,50m.